# Ła-9
Ła-9 (ros. Ла-9) – radziecki jednosilnikowy, jednomiejscowy samolot myśliwski o napędzie tłokowym, powstały w biurze konstrukcyjnym Ławoczkina po II wojnie światowej. 

## Powstanie i rozwój
Samolot Ła-9 był dalszym stadium rozwoju myśliwców z napędem tłokowym konstrukcji Siemiona Ławoczkina (ŁaGG-3, Ła-5, Ła-7), o konstrukcji drewnianej. Główną zmianą w Ła-9 było przejście na lżejszą konstrukcję metalową, co wymagało przeprojektowania całego samolotu, przy zachowaniu jedynie ogólnego układu konstrukcyjnego, wielkości i podobnej sylwetki. Przejściowym samolotem od Ła-7 był prototyp „126” o metalowej jedynie konstrukcji skrzydeł. Pod koniec 1945 roku Ławoczkin zaprojektował całkowicie metalowy myśliwiec „130”, którego pierwszy prototyp zbudowano w styczniu 1946 w fabryce nr 21 w Gorkim. Jego próby zakładowe zakończono w maju, a państwowe - 10 października 1946, po czym zdecydowano przyjąć samolot na uzbrojenie pod oznaczeniem Ła-9.
W porównaniu z Ła-7, Ła-9 otrzymał m.in. nowe skrzydło o profilu laminarnym i ściętych końcówkach, pozbawione slotów. Pokrycie samolotu stanowiła blacha duraluminiowa. Kabina stała się bardziej przestronna, a kadłub między kabiną a statecznikiem obniżono, w miejsce prawie poziomego przejścia do statecznika, charakterystycznego dla wcześniejszych konstrukcji Ławoczkina. Znacznie wzmocniono uzbrojenie, z 3 działek 20 mm do 4 działek 23 mm, co dało prawie dwukrotnie większy ciężar salwy. Silnik natomiast pozostał ten sam (ASz-82FN o mocy 1850 KM). Planowano zastosowanie nowszego silnika ASz-83 1900 KM (testowanego na prototypie Ła-7 „120”), ale nie wszedł on do produkcji. Dzięki zwiększeniu zapasu paliwa, Ła-9 miał większy zasięg od Ła-7, a także myśliwców Jak-3 i Jak-9U. Rozwinięciem Ła-9, zmierzającym do dalszego zwiększenia zasięgu samolotu, był Ła-11, początkowo oznaczony jako Ła-9M.

## Produkcja
Produkcja rozpoczęła się jeszcze w sierpniu 1946 w fabryce nr 21 w Gorkim, pod oznaczeniem fabrycznym „wyrób 48” (izdielie 48). Produkowano go też w zakładzie nr 99 w Ułan Ude.
W 1946 wyprodukowano 15 samolotów, w 1947 – 840, a w 1948 – 704, łącznie 1559.

## Warianty specjalne
W 1951 roku 100 myśliwców przebudowano na dwumiejscową wersję szkolno-treningową UTIŁa-9.
W 1947 prowadzono próby samolotu Ła-9RD, wyposażonego dodatkowo w dwa odrzutowe silniki pulsacyjne RD-13 konstrukcji W. Czełomieja pod skrzydłami. Uzbrojenie zmniejszono do dwóch działek 23 mm. Przyrost prędkości z włączonymi silnikami wyniósł tylko 70 km/h, natomiast pogarszała się manewrowość i zasięg. Zbudowano kilka Ła-9RD - co najmniej 9.

## Użycie

### ZSRR
Wojskowe próby Ła-9 odbywano pod Moskwą w 1947, po czym zaczęły one wchodzić na wyposażenie jednostek Radzieckich Sił Powietrznych (WWS) i obrony powietrznej kraju (PWO). Stacjonowały także w jednostkach radzieckich poza granicami, m.in. w Polsce, Mandżurii, Rumunii. W 1951 w WWS znajdowało się wciąż 640 Ła-9, a w PWO - 245.
W ramach radzieckiej pomocy wojskowej, jednostki wyposażone w Ła-9 uczestniczyły w wojnie koreańskiej po stronie Korei Północnej. M.in. od listopada 1950 do 1951 w rejon działań przerzucono znad Bałtyku 304. Pułk Myśliwski (304. IAP) w składzie 40 myśliwców Ła-9. W trakcie walk, samoloty pułku posiadały oznaczenia koreańskie. Sowieccy piloci uczestniczyli być może m.in. w walce 5 listopada 1950, kiedy zestrzelono kilka samolotów amerykańskich (Korea oficjalnie twierdziła o udziale w walce koreańskich pilotów). Używane też były w Korei myśliwce Ła-11.

## Opis konstrukcji

Silnik ASz-82FN eksponowany w MLP w Krakowie

Wolnonośny dolnopłat o konstrukcji i poszyciu całkowicie metalowym. Kadłub półskorupowy, o przekroju owalnym, kryty blachą duraluminiową. Statecznik pionowy połączony integralnie z kadłubem. Kabina kryta, z nieruchomym trzyczęściowym wiatrochronem z przednią płaską szybą pancerną. Środkowa część osłony odsuwana do tyłu, tylna część przeszklona, przechodząca w owiewkę. Za siedzeniem pilota płyta pancerna, a za jego głową szyba pancerna.
Płat o profilu laminarnym, trzyczęściowy, jednodźwigarowy, kryty duraluminium. Klapy na krawędzi spływu. Stery kryte płótnem. Podwozie samolotu klasyczne, podwozie główne chowane w skrzydła w kierunku do wewnątrz (koła 600x200 mm), kółko ogonowe chowane do kadłuba i zakrywane klapami.  
Silnik ASz-82FN w układzie podwójnej gwiazdy, 14-cylindrowy. Śmigło trójłopatowe o nastawnym skoku WISz-105W-4 średnicy 3,1 m. Pięć zbiorników paliwa w centropłacie i skrzydłach o pojemności 850 l. Zbiornik oleju o pojemności 63 l (normalny zapas 50 l). Chłodnica oleju pod kadłubem, w tylnej części centropłata.
Wyposażenie: radiostacja RSI-6, radiopółkompas RPKO-10M, nadajnik aparatury rozpoznawczej swój-obcy CSz-3M.
Uzbrojenie: cztery działka automatyczne NS-23S kalibru 23 mm w górnej nosowej części kadłuba, synchronizowane ze śmigłem. Zapas amunicji - łącznie 300 nabojów. Celownik kolimatorowy ASP-1N (kopia brytyjskiego Mk.IID). Fotokarabin Fairchild 6 w prawym skrzydle.